# Holešovické lázně
Holešovické lázně se nacházejí v Praze 7-Holešovicích, na území někdejší vsi Bubny, v prostoru mezi ulicemi Kostelní, Dukelských hrdinů a Skalecká poblíž Strossmayerova náměstí. Novorenesanční budova lázní byla postavena roku 1904 podle návrhu Františka Velicha. Středová část budovy je patrová, zdobená nad vchodem pražským městským znakem a na střeše sochou labutě. Na ní ze stran navazují dvě přízemní křídla. V severním křídle byla až do 80. let 20. století sauna. V budově sídlí soukromá poliklinika.

Od roku 1958 je budova je chráněna jako kulturní památka.

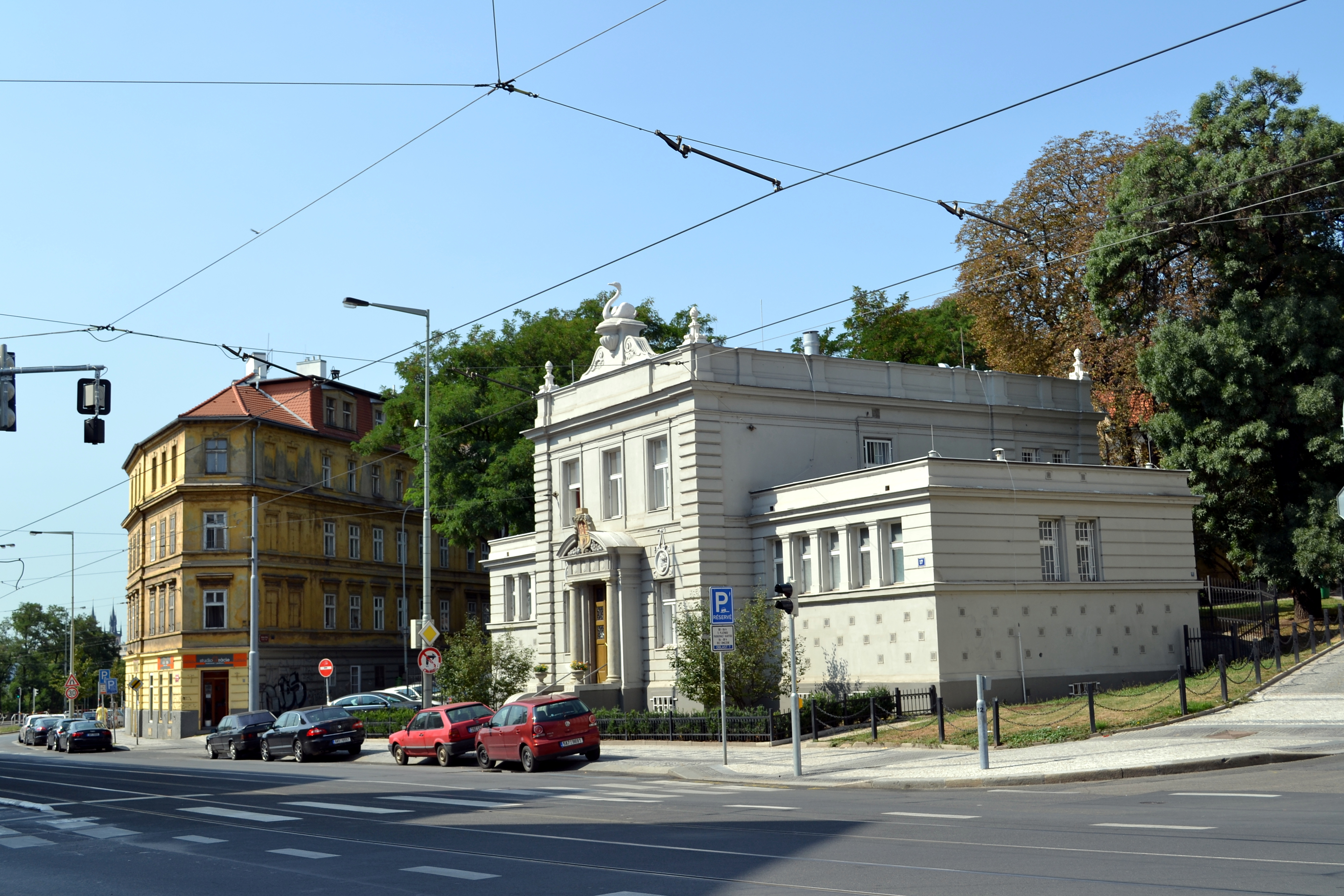
Holešovické lázně, pohled z ulice Dukelských hrdinů